# Alter jüdischer Friedhof (Dynów)

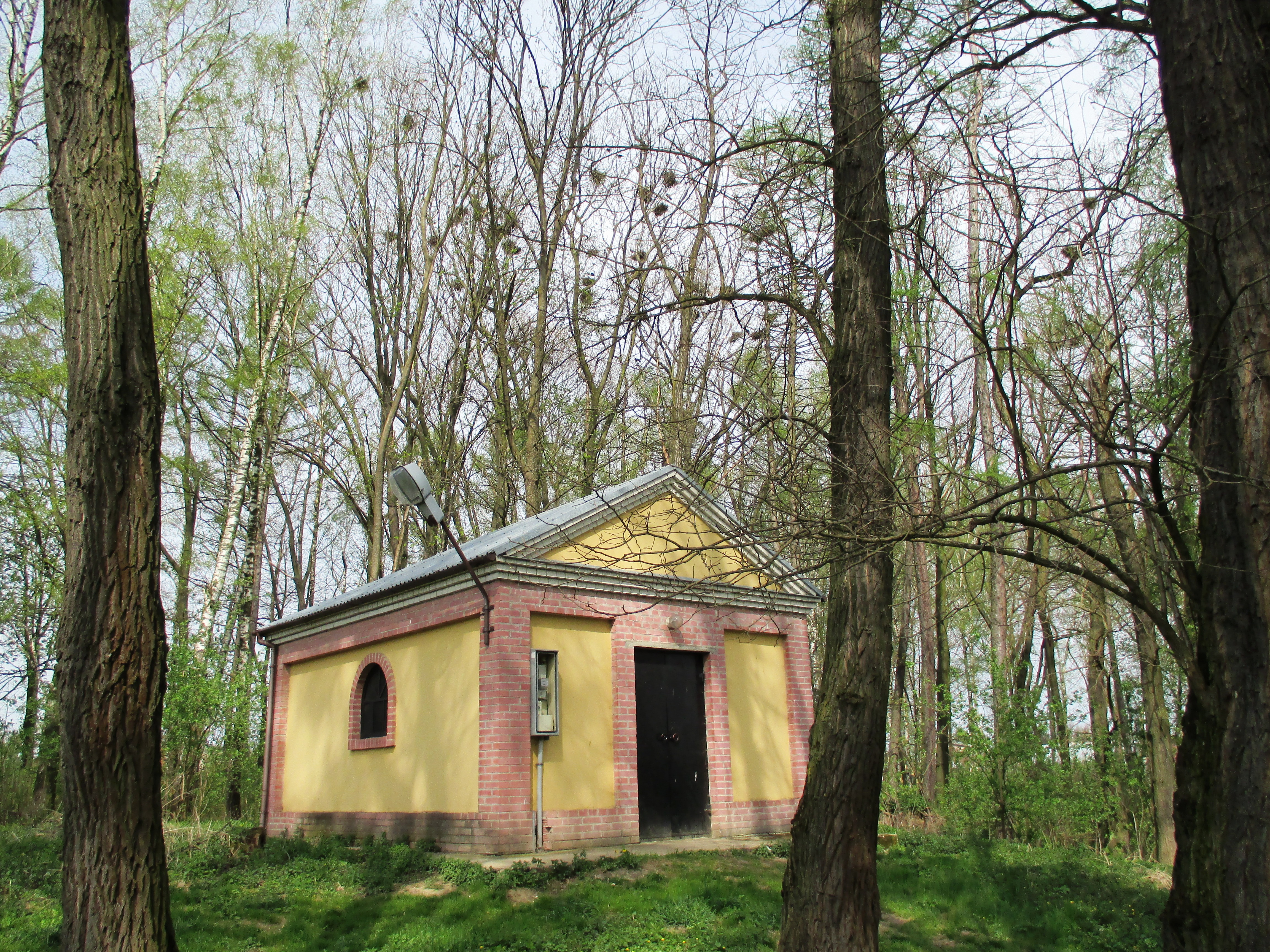
Alter jüdischer Friedhof in Dynów

Der Alte jüdische Friedhof in Dynów, einer polnischen Stadt in der Woiwodschaft Karpatenvorland, wurde vermutlich im 18. Jahrhundert angelegt. Der jüdische Friedhof in der Nähe der Józef-Piłsudski-Straße ist ein geschütztes Kulturdenkmal. 
Der Friedhof wurde während und nach dem Zweiten Weltkrieg verwüstet, sodass heute keine Grabsteine mehr erhalten sind.